# Édouard Droz (Politiker)
Louis-Edouard Droz (* 12. Mai 1854 in La Chaux-de-Fonds, Kanton Neuenburg; † 11. Februar 1915 in Neuenburg, Kanton Neuenburg; heimatberechtigt in La Chaux-de-Fonds und Le Locle) war ein Schweizer Politiker der Liberalen Partei der Schweiz (LPS), der unter anderem drei Mal (1901 bis 1902, 1906 bis 1907, 1910 bis 1911) Präsident des Staatsrates des Kantons Neuenburg war.

## Leben
Louis-Edouard Droz, Sohn des Uhrmachers Numa Droz und der Elise Bourquin, besuchte Schulen in La Chaux-de-Fonds und absolvierte ein juristisches Praktikum im Notariat Soguel in Cernier, woraufhin er dort eine eigene Praxis eröffnete. Er war zeitweise Direktor der Niederlassung der Neuenburger Kantonalbank in Cernier und wurde 1881 Gerichtspräsident des Val-de-Ruz, ehe er 1896 Präsident des Geschworengerichts wurde. Sein politisches Engagement für die Liberalen begann er als Mitglied Gemeindeparlaments von Cernier.
Am 21. Oktober 1898 wurde Droz als erster Liberaler Mitglied des Staatsrates des Kantons Neuenburg, der Regierung dieses Kantons, und gehörte dieser als Vorsteher des Finanzdepartements sowie später des Militärdepartements bis zu seinem Tode am 11. Februar 1915 an. Während seiner Mitgliedschaft im Staatsrat fungierte er drei Mal als Präsident und damit als Vorsteher der Kantonsregierung. Als Nachfolger von Frédéric Soguel wurde er 1901 erstmals Präsident und bekleidete diese Funktion bis 1902, woraufhin Édouard Quartier-la-Tente ihn ablöste. Als Nachfolger von Louis Perrier fungierte er zwischen 1906 und seiner erneuten Ablösung durch Édouard Quartier-la-Tente 1907 zum zweiten Mal als Präsident. Zuletzt übernahm er von Louis Perrier 1910 noch einmal das Amt des Präsidenten des Ständerates und behielt dieses nunmehr bis 1911, woraufhin abermals Édouard Quartier-la-Tente seine Nachfolge antrat. Er war zeitweise Mitglied des Verwaltungsrates des Eisenbahnunternehmens Neuenburger Jurabahn (Jura neuchâtelois) sowie Direktionsmitglied der Schweizerischen Bundesbahnen SBB und vermachte sein Vermögen dem Kanton Neuenburg.

## Weblink
- Isabelle Jeannin-Jaquet: Edouard Droz. In: Historisches Lexikon der Schweiz.